# 足立達夫 (政治家)
足立 達夫（あだち たつお、1915年（大正4年）2月25日 - 1991年（平成3年）4月16日）は、昭和時代の政治家。岐阜県瑞浪市長。

## 経歴
瑞浪市出身。1931年（昭和6年）岐阜県東濃中学校卒業。
1948年（昭和23年）瑞浪市役所に入り、1973年（昭和48年）収入役、1974年（昭和49年）助役を経て、1979年（昭和54年）以来、瑞浪市長に2選した。

## 栄典
勲章等
- 1988年（昭和63年） - 勲五等双光旭日章[1]